# Miles Scotson
Miles Scotson (Gawler, 18 gennaio 1994) è un ciclista su strada e pistard australiano che corre per il team Arkéa-B&B Hotels; è professionista dal 2017.

## Biografia
È il fratello maggiore di Callum Scotson, a sua volta ciclista.

## Palmarès

### Strada
- 2014 (Jayco-AIS, una vittoria)

6ª tappa Tour of Tasmania (Devonport > Devonport)
- 2015 (Jayco-AIS, due vittorie)

Campionati australiani, Prova a cronometro Under-23
Campionati australiani, Prova in linea Under-23
- 2016 (Wanty-Groupe Gobert, una vittoria)

3ª tappa, 1ª semitappa Olympia's Tour ('s-Heerenberg > Elten, cronometro)
- 2017 (BMC Racing Team, una vittoria)

Campionati australiani, Prova in linea Elite
- 2021 (Groupama-FDJ, una vittoria)

1ª tappa Volta a la Comunitat Valenciana (Elche > Ondara)

#### Altri successi
- 2019 (Groupama-FDJ)

Classifica giovani Tour du Poitou-Charentes

### Pista
- 2012

Campionati del mondo, Inseguimento a squadre Junior (con Jack Cummings, Evan Hull e Alexander Morgan)
Campionati oceaniani, Inseguimento a squadre (con Luke Davison, Alexander Morgan e Mitchell Mulhern)
- 2013

Campionati australiani, Inseguimento a squadre (con Luke Davison, Alexander Edmondson e Glenn O'Shea)
Campionati australiani, Americana (con George Tansley)
Campionati oceaniani, Americana (con Joshua Harrison)
- 2014

Campionati del mondo, Inseguimento a squadre (con Luke Davison, Alexander Edmondson, Mitchell Mulhern e Glenn O'Shea)
1ª prova Coppa del mondo 2014-2015, Inseguimento a squadre (Guadalajara, con Daniel Fitter, Alexander Porter e Sam Welsford)
Campionati oceaniani, Americana (con Scott Law)
- 2015

Campionati australiani, Inseguimento a squadre (con Alexander Edmondson, Alexander Porter e Callum Scotson)
- 2016

3ª prova Coppa del mondo 2015-2016, Inseguimento a squadre (Hong Kong, con Alexander Porter, Sam Welsford e Rohan Wight)
Campionati australiani, Inseguimento a squadre (con Alexander Edmondson, Alexander Porter e Callum Scotson)
Campionati del mondo, Inseguimento a squadre (con Luke Davison, Michael Hepburn, Alexander Porter, Callum Scotson e Sam Welsford)

## Piazzamenti

### Grandi Giri
- Giro d'Italia

2019: 138º
2020: 113º
2022: 127º
- Tour de France

2021: ritirato (11ª tappa)
- Vuelta a España

2022: 108º

### Classiche monumento
- Milano-Sanremo

2017: 178º
2020: 88º
2021: 109º
2022: 149º
2023: 144º
2024: 146º
- Giro delle Fiandre

2024: ritirato
2025: ritirato
- Parigi-Roubaix

2017: 56º
2023: 56º
2024: 105º
2025: 112º

### Competizioni mondiali
- Campionati del mondo su pista

Invercagill 2012 - Inseguimento a squadre Junior: vincitore
Invercagill 2012 - Americana Junior: 6º
Cali 2014 - Inseguimento a squadre: vincitore
Saint-Quentin-en-Yvelines 2015 - Inseguimento a squadre: 3º
Saint-Quentin-en-Yvelines 2015 - Inseguimento individuale: 9º
Londra 2016 - Inseguimento a squadre: vincitore
- Campionati del mondo su strada

Richmond 2015 - Cronometro Under-23: 7º
Richmond 2015 - In linea Under-23: ritirato
Doha 2016 - Cronometro Under-23: 3º
Doha 2016 - In linea Under-23: 48º
Bergen 2017 - Cronosquadre: 2º
Fiandre 2021 - In linea Elite: ritirato